# Thiên ma Ba Tuần

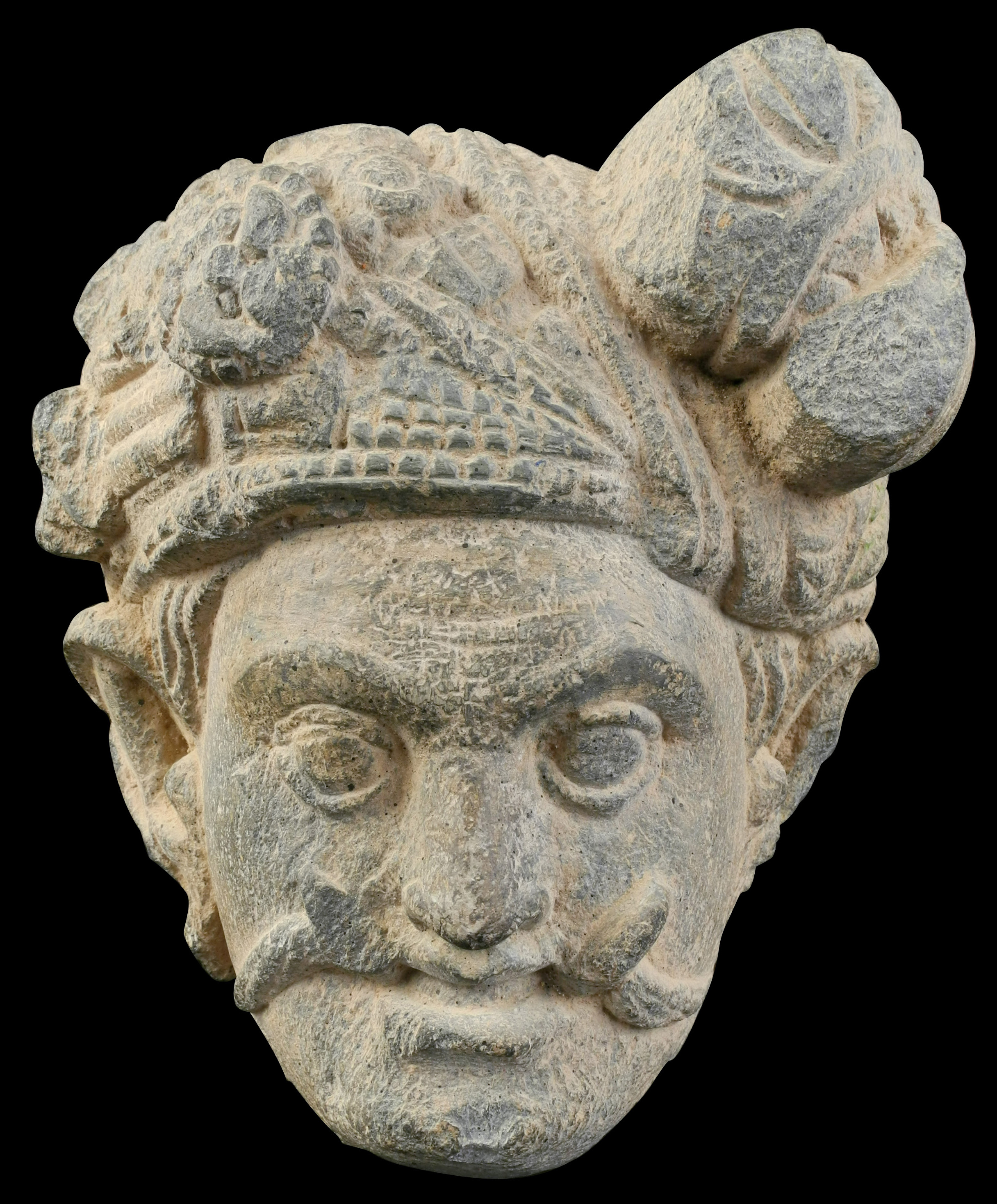
Mảnh phù điêu của Thiên ma Ba Tuần theo phong cách Càn-đà-la, được tìm thấy ở Swat District, một huyện thuộc tỉnh Khyber Pakhtunkhwa của Pakistan

Thiên ma Ba Tuần (tiếng Phạn: मार, Māra; tiếng Trung: 天魔; tiếng Nhật: マーラ; tiếng Miến Điện: မာရ်နတ်; tiếng Hàn: 마라 파피야스; tiếng Thái: มาร; tiếng Anh: Mara), trong Phật giáo, được gọi là Ma Vương, là vua của cõi trời Tha Hóa Tự Tại, là cõi trời cao nhất trong sáu cõi trời của Dục giới trong Tam giới, Ma Vương đã cố gắng ngăn cản Phật Thích Ca đạt được Giác ngộ bằng đội quân của mình và hình ảnh những người phụ nữ xinh đẹp, quyến rũ, được cho là con gái của Ma Vương.
Trong vũ trụ phật giáo, Thiên ma Ba Tuần được liên kết với cái chết, luân hồi (tái sinh) và dục vọng. Nyanaponika Thera đã từng mô tả Ma Vương là "sự đối đầu với giác ngộ." Những tiêu cực này được gọi là Ma chướng (Màra hindrances)

## Bốn loại Ma Vương
- Kleśa-māra - Ma Vương biểu hiện của tất cả những phiền não, như (tham, sân, si).
- Mṛtyu-māra - Ma Vương biểu hiện của cái chết.
- Skandha-māra - Ma Vương được hiểu là một phép ẩn dụ cho toàn bộ sự tồn tại phụ thuộc.
- Devaputra-māra - Ma Vương, vị vua trời của Tha Hóa Tự Tại, người đã cố gắng ngăn cản Đức Phật đạt được sự giải thoát khỏi vòng luân hồi vào đêm Đức Phật giác ngộ.

## Con gái của Ma Vương

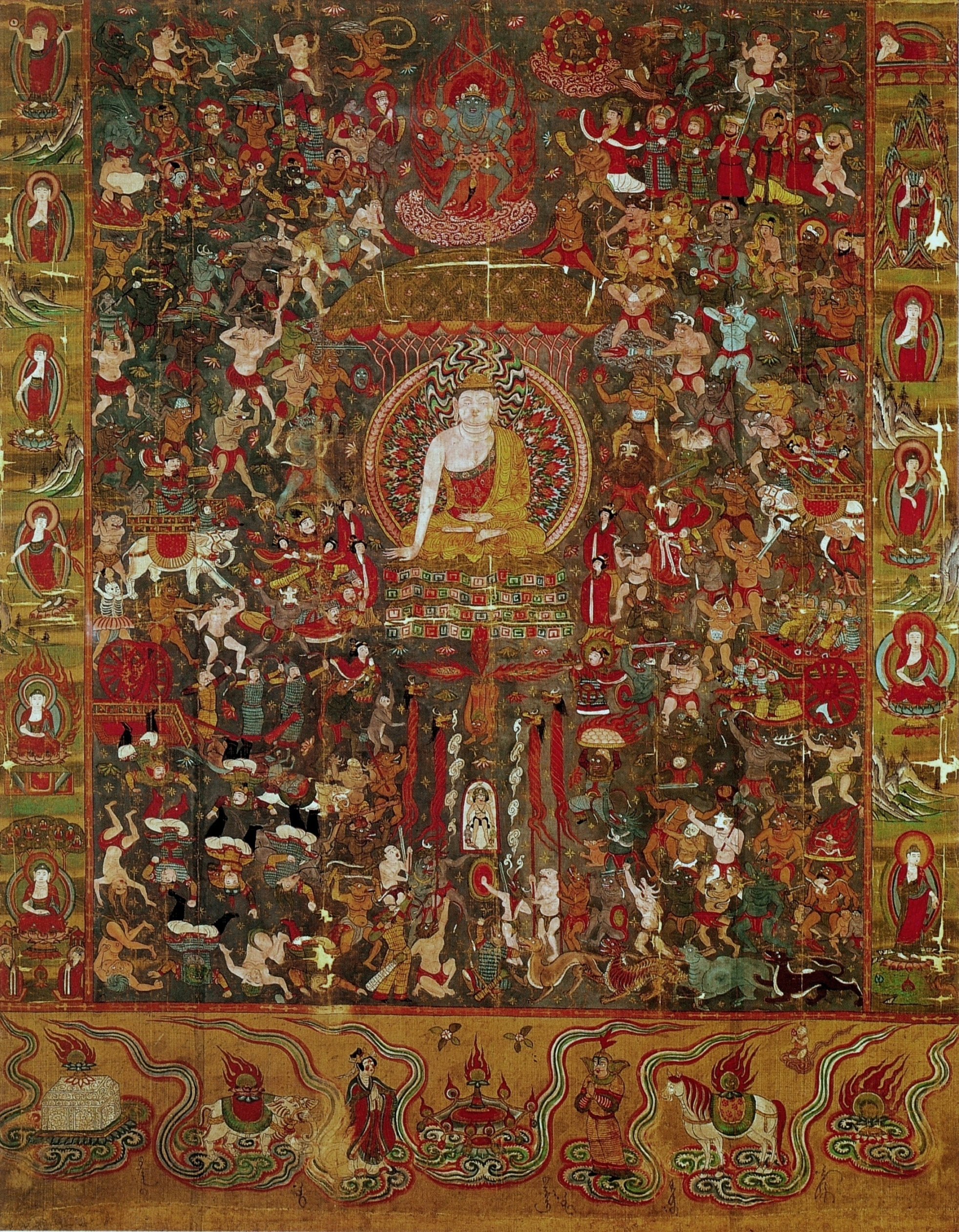
Những con gái và đội quân của Ma Vương đang cố gắng phá Đức Phật, một biểu tượng từ thế kỷ 10 tại Hang Mạc Cao

Trong những câu chuyện về sự giác ngộ của Đức Phật có kể rằng người Ma Vương đã không cử ba cô con gái của mình đến cám dỗ mà thay vào đó, họ tự nguyện đến sau thất bại của Ma Vương trong nỗ lực loại bỏ sự tìm kiếm giác ngộ của Đức Phật.
Ba cô con gái của Ma Vương được xác định là:
- Taṇhā (Khát Ái),
- Arati (Bất Lạc).
- Rāga (Tham Dục).

Trong kinh Tương Ưng Bộ (Māra-saṃyutta), ba cô con gái của Ma vương đang thoát y trước mặt Đức Phật; nhưng không thuyết phục được Đức Phật:
Trong áo xiêm lòe loẹt, Con gái ma, chúng đến –
Khát Ái và Bất Lạc, Cùng với nàng Tham Dục –
Bậc Đạo sư quét sạch, Ỳ Các con gái Ac ma
Như thần gió quét sạch, Các cây lá rơi rụng